# Ashley Brzozowicz
Ashley Brzozowicz (ur. 17 grudnia 1982 w Toronto) – kanadyjska wioślarka.

## Osiągnięcia
- Mistrzostwa świata – Eton 2006 – ósemka – 5. miejsce[2].
- Mistrzostwa świata – Monachium 2007 – ósemka – 6. miejsce[2].
- Igrzyska olimpijskie – Pekin 2008 – ósemka – 4. miejsce[2].
- Mistrzostwa świata – Poznań 2009 – ósemka – 6. miejsce[2].
- Mistrzostwa świata – Hamilton 2010 – ósemka – 2. miejsce[2]
- Mistrzostwa świata – Bled 2011 – ósemka – 2. miejsce[2]
- Igrzyska Olimpijskie – Londyn 2012 – ósemka – 2. miejsce